# Odontoloma planatum
Odontoloma planatum là một loài bọ cánh cứng trong họ Bọ hung (Scarabaeidae).